# Kas a-barh
Der Kas a-barh (moderne Schreibweise: kas a-barzh, wörtlich „hineinschicken“) ist ein bretonischer Paartanz im 2/4 Takt aus der Region von Vannes. Es ist einer Weiterentwicklung des An Dro von einem Kettentanz zu einem Paartanz in einer Prozession.

## Entwicklung
Vor dem Ersten Weltkrieg nahmen die Tänze die allgemein-gesellschaftliche Entwicklung zu mehr Individualismus auf und führten in den Kettentänzen vermehrt Paarelemente ein, zunächst nur im Ballteil einer Suite. Hieraus entwickelte sich aus einer Suite An Dro zunächst der Kas a-barh als Figur im Ballteil. Die Bedeutung hineinschicken deutet auf die Figur hin, nach der die Frau vom Mann in die Kreismitte und wieder herausgeführt wird. Nach dem Ersten Weltkrieg verschwand die Suite An Dro zu Gunsten eines reinen Kettentanz. Als Zwischenform entwickelte sich der An Dro Kas abarh mit der Choreographie des Kas a-barh, aber noch als Kettentanz. In den 1970er Jahren wurde die Figur als eigenständiger Tanz wiederbelebt.

## Ausgangshaltung
Die Tänzer stellen sich paarweise auf, der Mann links von seiner Partnerin. Beide halten sich am kleinen Finger. Vor dem Ersten Weltkrieg war es auch üblich, den Mittelfinger oder Zeigefinger zu verwenden.
Die ursprüngliche Form wird noch im Kreis getanzt. Diese ist heute kaum noch verbreitet. Stattdessen wird der Kas a-barh als Paartanz in einer Prozession getanzt. Die Paare stehen hintereinander. Auf der Tanzfläche ergibt sich eine Bewegung im Uhrzeigersinn.

## Grundschritt

Grundschritt Kas a-barh

Als Grundschritt wird immer ein Branle Double verwendet.

## Choreographie

### Kreistanz (ursprünglich)
Alle Paare sind im Kreis und halten sich am kleinen Finger. Die Hand ist etwas unterhalb der Schultern und werden im Rhythmus auf und ab bewegt. Die Bewegung ist in zwei Teile aufgeteilt:
1. Der Kreis bewegt sich wie in der Tour mit zwei Branle Double leicht nach links.
2. Der Mann führt die Frau im ersten Branle Double in den Kreis vor sich; im zweiten Branle double führt der Mann die Frau wieder an ihren Platz.

### Paartanz (modern)
Alle Paare stehen hintereinander in einer Prozession. Der Mann steht links neben der Frau, etwas vor der Frau. Das Paar hält sich am kleinen Finger und bewegt den Arm im Rhythmus auf und ab. Die Bewegung ist in zwei Teile aufgeteilt:
1. Mit zwei Branle double Schritten bewegt sich das Paar nach vorne.
2. In einem Branle double dreht der Mann seine Partnerin um ca. 180° und im zweiten Branle double Schritt wieder zurück in die Ausgangshaltung. Seine Hand führt die Hand der Partnerin dabei in einer Form einer Acht.